# Deliana Dacheva
Deliana Dacheva –en búlgaro, Деляна Дачева– (Plovdiv, 25 de febrero de 1982) es una deportista búlgara que compitió en piragüismo en la modalidad de aguas tranquilas. Ganó dos medallas en el Campeonato Mundial de Piragüismo entre los años 2002 y 2003, y una medalla en el Campeonato Europeo de Piragüismo de 2004.

## Palmarés internacional
| Campeonato Mundial | Campeonato Mundial           | Campeonato Mundial | Campeonato Mundial |
| Año                | Lugar                        | Medalla            | Competición        |
| ------------------ | ---------------------------- | ------------------ | ------------------ |
| 2002               | Sevilla (España)             | Medalla de bronce  | K2 200 m           |
| 2003               | Gainesville (Estados Unidos) | Medalla de plata   | K2 500 m           |
| Campeonato Europeo |                              |                    |                    |
| Año                | Lugar                        | Medalla            | Competición        |
| 2004               | Poznań (Polonia)             | Medalla de bronce  | K2 1000 m          |